# Westonbirt
Westonbirt är en by i civil parish Westonbirt with Lasborough, i distriktet Cotswold, i grevskapet Gloucestershire, i England. Byn är belägen 16 km från Stroud. Byn nämndes i Domedagsboken (Domesday Book) år 1086, och kallades då Westone.